# Arne Mortensen
Arne Mortensen (ur. 14 grudnia 1900 w Stavanger, zm. 28 lutego 1942) – norweski wioślarz. Brązowy medalista olimpijski.
Mortensen uczestniczył w igrzyskach olimpijskich w Antwerpii (1920) w jednej konkurencji wioślarstwa: ósemka mężczyzn (3. miejsce; wraz z Theodorem Nagem, Adolfem Nilsenem, Håkonem Ellingsenem, Thorem Michelsenem, Tollefem Tollefsenem, Karlem Nagem, Conradem Olsenem i Thoralfem Hagenem).